# Damar Hamlin
(en) Statistiques sur pro-football-reference
Damar Romeyelle Hamlin, né le 24 mars 1998 à McKees Rocks, en Pennsylvanie, est un sportif professionnel américain de football américain évoluant au poste de safety dans la National Football League depuis la saison 2021 pour les Bills de Buffalo.
Au niveau universitaire, il a joué pendant cinq saisons (2016-2020) pour les Panthers de Pittsburgh dans la NCAA Division I FBS avant d'être sélectionné par la franchise de Buffalo lors du 6e tour de la draft 2021 de la NFL.
Il est connu notamment pour avoir été victime d'un arrêt cardiaque à la suite d'un plaquage effectué le 2 janvier 2023 à l'occasion du match contre les Bengals. Une réanimation cardiopulmonaire et une défibrillation automatisée externe ont été rapidement effectuées sur le terrain avant qu'il ne soit transporté en urgence à l'hôpital local dans un état critique.

## Biographie

### Carrière universitaire
Hamlin était considéré comme un excellent cornerback à sa sortie du lycée Central Catholic High School. Possible recrue quatre étoiles, il était suivi par plusieurs programmes universitaires importants incluant Pittsburgh, Penn State, Ohio State et Temple,. Il choisit d'intégrer l'université de Pittsburgh et joue trois matchs pour les Panthers lors de son année freshman avant de se blesser ce qui lui permet d'obtenir le statut de redshirt pour la saison à la suite d'une exemption médicale. Lors de sa troisième saison, il est le meilleur joueur de l'escouade défensive surnommée sniper gang avec 77 plaquages et deux interceptions ce qui lui vaut une mention honorable dans l'Atlantic Coast Conference (ACC).
Pour sa dernière saison, Hamlin est désigné capitaine et est sélectionné dans la deuxième équipe de l'ACC après avoir été le meilleur défenseur de son équipe en réussissant un total de 66 plaquages et sept passes adverses déviées,. Il est désigné à égalité meilleur défenseur de la semaine en ACC à la suite du match contre Virginia Tech le 21 novembre 2020.
Hamlin obtient un baccalauréat en communication de l'université de Pittsburgh.

### Carrière professionnelle

#### Draft
Hamlin est sélectionné en 212e choix global lors du 6e tour de la draft 2021 par la franchise des Bills de Buffalo.

#### Bills de Buffalo
Hamlin signe son contrat rookie de quatre ans avec les Bills le 21 mai 2021.
Après avoir tenu un rôle de réserviste dans l'escouade des safeties de Buffalo tout au long de sa première saison professionnelle, Hamlin devient titulaire, Micah Hyde se blessant au cou pour le reste de la saison lors du match de la 2e semaine. Contre les Jets en 9e semaine et malgré la défaite 17 à 20, il est le meilleur de son équipe avec 12 plaquages et un sack. Lors de la victoire 24 à 10 contre les Patriots la semaine suivante, il est expulsé à la suite d'un coup illégal sur Jakobi Meyers.
Le 2 janvier 2023, après 8 minutes et 56 secondes de jeu lors du premier quart temps de la rencontre face aux Bengals de Cincinnati jouée à l'occasion du Monday Night Football, Damar Hamlin s'effondre en plein match, après avoir effectué un plaquage sur le wide receiver Tee Higgins. Le match est arrêté et les secours lui font un massage cardiaque et une défibrillation automatisée externe sur le terrain. Il est ensuite emmené au centre médical de l'université de Cincinnati dans un état critique. Après avoir montré des signes notables d'amélioration, Hamlin est transféré dans un hôpital de Buffalo, et peut, neuf jours après l'incident, commencer une revalidation à domicile,,. Le match, initialement reporté, est finalement annulé. Il fait sa première apparition en public à l'occasion du match de tour de Division opposant les Bills aux Bengals,. En février 2023, Hamlin fait une apparition spéciale sur le terrain lors du Super Bowl LVII, accompagné de l'encadrement sportif des Bills et des membres du personnel de l'hôpital de  Cincinnati. Le mois suivant, Hamlin rencontre le président Joe Biden à la Maison Blanche. Hamlin était à Washington pour soutenir la loi sur l'accès aux DEA (défibrillateur automatique externe), afin d'aider les écoles à les obtenir et à les utiliser,. Le 18 avril 2023, Brandon Beane, directeur général des Bills, déclare que Hamlin est entièrement autorisé à revenir dans la NFL. Le même jour, Hamlin annonce son intention de rejouer dans la NFL tout en révélant que la cause de son arrêt cardiaque sur le terrain avait été une commotio cordis.
Le 12 août 2023, Hamlin effectue son premier snap depuis son arrêt cardiaque lors du match d'ouverture de la pré saison contre les Raiders. Après avoir participé aux trois matchs préparatoires, Hamlin, bien qu'en bonne santé, n'est pas repris pour les trois premiers matchs de la saison régulière. Le 1er octobre, il fait partie de l'équipe pour le match contre les Dolphins, mais en tant que réserviste après la blessure encourue par Jordan Poyer. Il participe à 18 snaps, tous en équipes spéciales. Le 13 novembre, il joue ses premiers snaps en défense contre les Broncos et réussit, lors du quatrième quart temps, son premier plaquage depuis son arrêt cardiaque.
Lors du match de tour de division contre les Chiefs, Hamlin effectue une prise directe lors d'une feinte de punt dans le quatrième quart temps, les Bills ayant constaté que les Chiefs n'avaient que dix joueurs sur le terrain. Sur un tentative de quatrième down pour gagner cinq yards, Hamlin porte le ballon sur deux yards avant d'être stoppé ce qui rend le ballon aux Chiefs. Hamlin était le grand favori pour le titre de meilleur revenant de la saison après avoir été victime d'un arrêt cardiaque l'année précédente, mais il est finalement battu par Joe Flacco, les deux estima nt que l'autre méritait de remporter le prix.
Les Bills s'étant séparés de Micah Hyde et Jordan Poyer, titulaires au poste de safety , Hamlin est titularisé pour le premier match de la saison 2024 contre les Cardinals, sa première titularisation depuis son arrêt cardiaque. Il effectue sa première interception lors de la victoire 47-10 contre les Jaguars en 3e semaine. Il est sélectionné comme remplaçant pour les Pro Bowl Games 2025.
Le 12 mars 2025, Hamlin signed une proplongation de contrat d'un an pour un montant de 2 millions de dollars.

## Statistiques

### Universitaires
| Année       | Équipe                 | Statut      | MJ |       | Plaquages | Plaquages | Plaquages | Plaquages |       | Interceptions | Interceptions | Interceptions | Interceptions |  | Fumbles | Fumbles |
| Année       | Équipe                 | Statut      | MJ | Total | Seul      | Ast.      | Sacks     | Nb.       | Yards | Déf.          | TD            | Nb.           | Rec.          |  |         |         |
| 2016        | Panthers de Pittsburgh | Fr.         | 02 | 8     | 04        | 04        | 0,0       | 0         | 0     | 0             | 0             | 0             | 0             |  |         |         |
| 2017        | Panthers de Pittsburgh | So.         | 09 | 41    | 30        | 11        | 0,0       | 1         | 05    | 0             | 0             | 0             | 0             |  |         |         |
| 2018        | Panthers de Pittsburgh | Jr.         | 13 | 76    | 53        | 23        | 0,0       | 2         | 79    | 04            | 0             | 0             | 1             |  |         |         |
| 2019        | Panthers de Pittsburgh | Sr.         | 12 | 84    | 60        | 24        | 0,0       | 1         | 14    | 10            | 0             | 0             | 0             |  |         |         |
| 2020        | Panthers de Pittsburgh | Sr.         | 10 | 66    | 38        | 28        | 0,0       | 2         | 04    | 07            | 0             | 0             | 0             |  |         |         |
| Totaux NCAA | Totaux NCAA            | Totaux NCAA | 46 | 275   | 185       | 90        | 0,0       | 6         | 102   | 21            | 0             | 0             | 1             |  |         |         |

### NFL Scouting Combine
| Taille              | Poids          | Bras           | Main          | Sprint   | Sprint   | Sprint   | Shuttle 20 yards | 3 cones drill | Détente       | Détente          | Développé couché | Test Wonderlic |
| Taille              | Poids          | Bras           | Main          | 40 yards | 10 yards | 20 yards | Shuttle 20 yards | 3 cones drill | verticale     | horizontale      | Développé couché | Test Wonderlic |
| 1,85 m (6 ft 0⅞ in) | 91 kg (200 lb) | 82 cm (32¼ in) | 23 cm (8⅞ in) | 4,59 s   | 1,46 s   | 2,69 s   | 4,40 s           | 6,93 s        | 89 cm (35 in) | 3 m (9 ft 10 in) | 18 reps          | -              |

### Professionnelles
| Année      | Équipe           | MJ |                | Plaquages      | Plaquages      | Plaquages      | Plaquages      |                | Interceptions  | Interceptions  | Interceptions | Interceptions |  | Fumbles | Fumbles |
| Année      | Équipe           | MJ | Total          | Seul           | Ast.           | Sacks          | Nb.            | Yards          | Déf.           | TD             | Nb.           | Rec.          |  |         |         |
| 2021       | Bills de Buffalo | 14 | 02             | 02             | 0              | 0,0            | 0              | 0              | 2              | 0              | 0             | 0             |  |         |         |
| 2022       | Bills de Buffalo | 15 | 91             | 63             | 28             | 1,5            | 0              | 0              | 2              | 0              | 1             | 0             |  |         |         |
| 2023       | Bills de Buffalo | 05 | 02             | 02             | 0              | 0,0            | 0              | 0              | 0              | 0              | 0             | 0             |  |         |         |
| 2024       | Bills de Buffalo | 14 | 89             | 62             | 27             | 0,0            | 2              | 19             | 5              | 0              | 0             | 1             |  |         |         |
| 2025       | Bills de Buffalo | ?  | Saison à venir | Saison à venir | Saison à venir | Saison à venir | Saison à venir | Saison à venir | Saison à venir | Saison à venir | ?             | ?             |  |         |         |
| Totaux NFL | Totaux NFL       | 48 | 184            | 129            | 55             | 1,5            | 2              | 19             | 9              | 0              | 1             | 1             |  |         |         |

| Année      | Équipe           | MJ |                         | Plaquages               | Plaquages               | Plaquages               | Plaquages               |                         | Interceptions           | Interceptions           | Interceptions | Interceptions |  | Fumbles | Fumbles |
| Année      | Équipe           | MJ | Total                   | Seul                    | Ast.                    | Sacks                   | Nb.                     | Yards                   | Déf.                    | TD                      | Nb.           | Rec.          |  |         |         |
| 2021       | Bills de Buffalo | 2  | 1                       | 1                       | 0                       | 0,0                     | 0                       | 0                       | 0                       | 0                       | 0             | 0             |  |         |         |
| 2022       | Bills de Buffalo | -  | N'a pas joué car blessé | N'a pas joué car blessé | N'a pas joué car blessé | N'a pas joué car blessé | N'a pas joué car blessé | N'a pas joué car blessé | N'a pas joué car blessé | N'a pas joué car blessé | -             | -             |  |         |         |
| 2023       | Bills de Buffalo | 2  | 2                       | 2                       | 0                       | 0,0                     | 0                       | 0                       | 0                       | 0                       | 0             | 0             |  |         |         |
| 2024       | Bills de Buffalo | 3  | 15                      | 7                       | 8                       | 1,0                     | 0                       | 0                       | 0                       | 0                       | 1             | 0             |  |         |         |
| Totaux NFL | Totaux NFL       | 7  | 18                      | 10                      | 0                       | 1,0                     | 0                       | 0                       | 0                       | 0                       | 1             | 0             |  |         |         |

## Identité visuelle

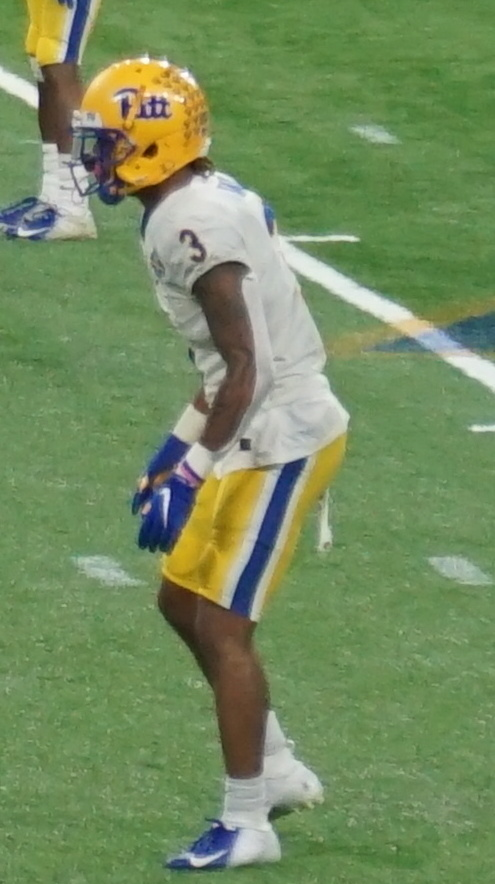
Avec les Panthers de Pittsburgh en 2019.
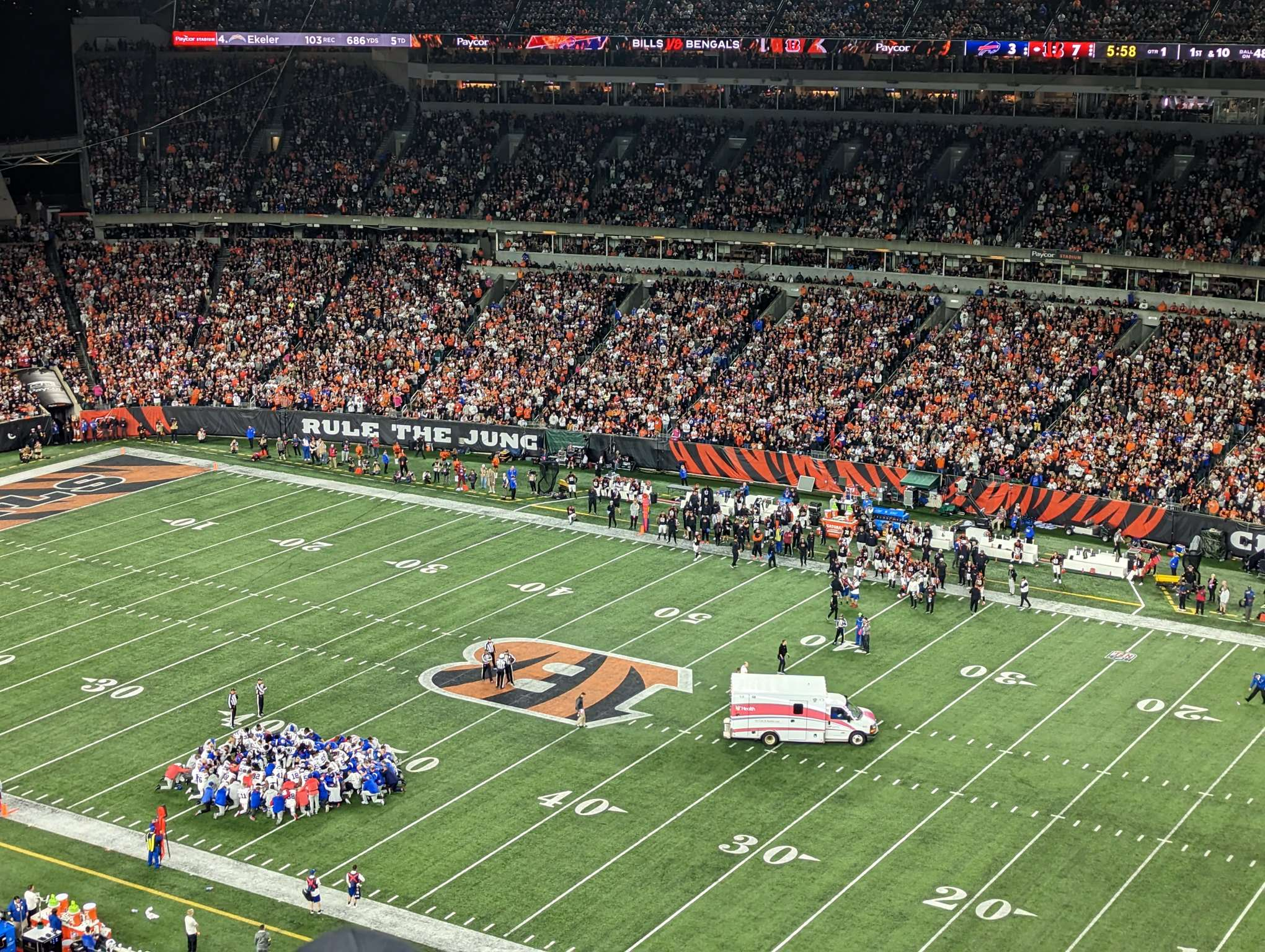
Hamlin sorti en ambulance lors du match avec les Bills contre les Bengals du 2 janvier 2023 à la suite d'un arrêt cardiaque.
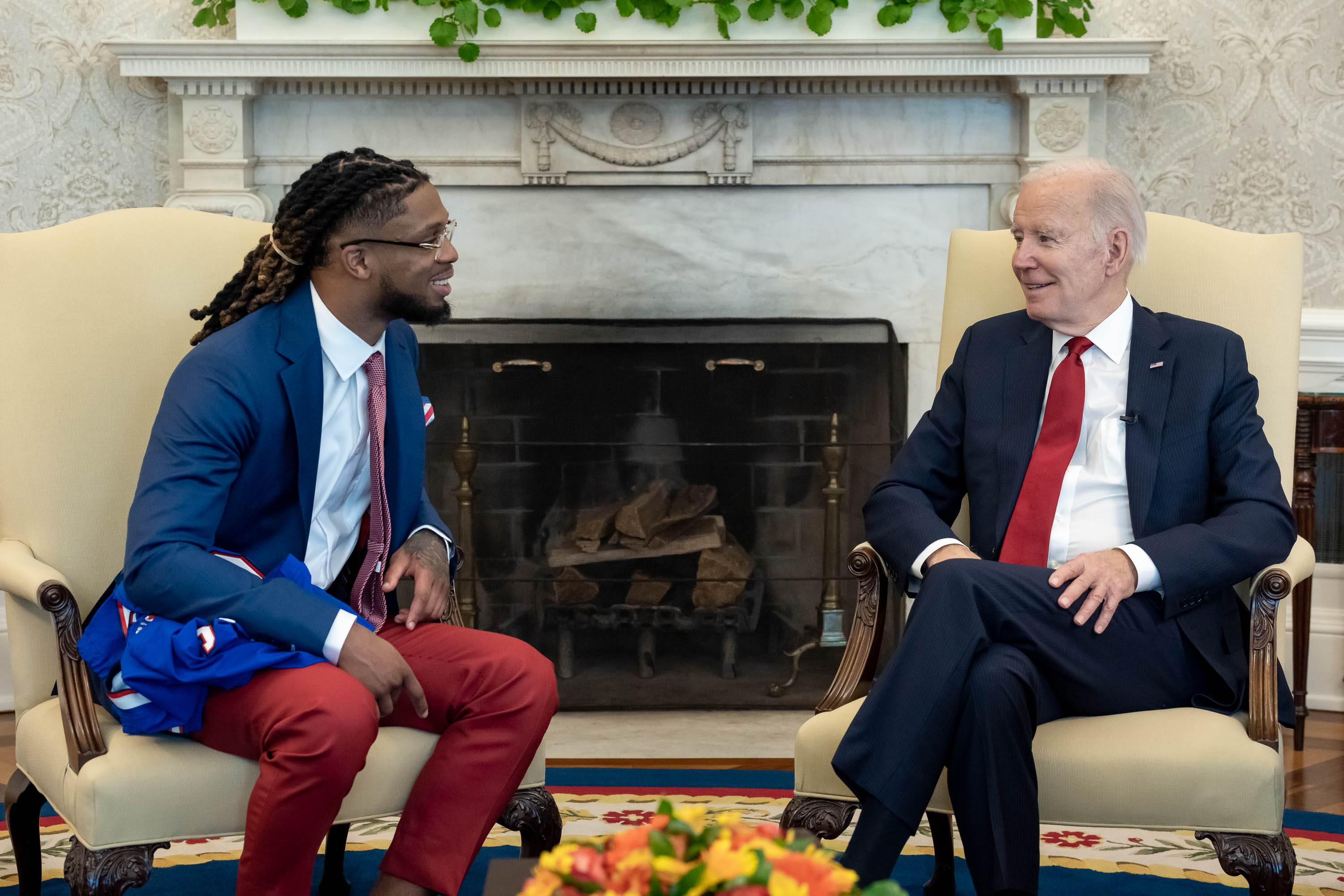
Avec le président Joe Biden dans le Bureau ovale en 2023.